# Rhynchina pionealis
Rhynchina pionealis är en fjärilsart som beskrevs av Achille Guenée 1854. Rhynchina pionealis ingår i släktet Rhynchina och familjen nattflyn. Inga underarter finns listade.